# فرانچسکو رومالی
فرانچسکو رومالی (انگلیسی: Francesco Romoli؛ زادهٔ ۲۷ مهٔ ۱۹۷۷) عکاس اهل ایتالیا است.